# Махачкалинское городское собрание
Махачкалинское городское собрание — представительный орган местного самоуправления города Махачкала.

## Порядок формирования
Махачкалинское городское собрание состоит из 45 депутатов, избираемых всем населением города Махачкалы на срок пять лет.
Выборы депутатов собрания проводятся по пропорциональной системе партийных списков. избирательной системе, пропорционально числу голосов избирателей, полученных каждым из списков кандидатов.

## История
Махачкалинское городское собрание действует с 1996 года как представительный орган местного самоуправления города Махачкалы. В состав собрания входят 45 депутатов, по 15 депутатов от каждого из трёх внутригородских районов, избираемых сроком на 5 лет. На протяжении истории орган развивался от советских городских Советов к современной форме, закреплённой уставом города.
Основные полномочия Собрания — принятие решений по управлению городом, назначение выборов, контроль за деятельностью администрации и формирование муниципальных органов.
Исторически Махачкала возникла в середине XIX века (1844 год — Петровское укрепление), получила нынешнее название в 1921 году.
Подробнее можно ознакомиться на официальном сайте Махачкалинского городского собрания депутатов и в нормативных документах по регламенту

## Структура
Собрание депутатов городского округа «город Махачкала» самостоятельно определяет свою структуру. На 2025 год в составе собрания 45 депутатов, избираемых на 5 лет по единому избирательному округу, охватывающему всю территорию города.
В структуру собрания входят:
- Председатель
- Заместители председателя
- Президиум
- Постоянные комитеты (около 10 комитетов, охватывающих разные сферы городского управления)
- Контрольно-счётная палата

По новому уставу (принят в июне 2025 года) в Махачкале отменяется внутригородское деление как самостоятельные муниципальные образования, сама Махачкала преобразуется в единый городской округ, а управление формируется через структуру собрания и городскую администрацию с территориальными подразделениями в районах.